# Шлепецкий, Андрей Степанович
Андрей Степанович Шлепецкий (1930, Великий Буковец, Чехословакия — 1993, Прешов, Словакия) — чехословацкий филолог, историк литературы-русист, по национальности — русин.

## Биография
Андрей Шлепецкий вырос в русинском селе Великий Буковец, высшее образование получил в Праге. Много лет работал как филолог-русист в Пряшевском университете, опубликовав ряд работ по литературной истории подкарпатских русинов, а также русской литературе.
Чехословацкое правительство в те годы проводило курс украинизации пряшевских русинов, не признавая иной идентификации для них. Андрей Шлепецкий вырос в семье с сильными русофильскими традициями, его дядя Иван Шлепецкий был убежденным русофилом. Сам же Андрей Шлепецкий занимал колеблющуюся позицию, то участвуя в издании русофильских сборников (например «Пряшевщина» в 1948 году), то интерпретируя культуру пряшевских русин с украинских позиций.
Как и дядя, Андрей Шлепецкий поддерживал связи с американским «Лемко-союзом», публикуя в его «Календарях» материалы, которые могли вызвать цензурные осложнения в социалистической Чехословакии.